# Герб Мончегорска
Герб Мончегорска утвержден Решением Мончегорского городского Совета от 02.09.2004 № 39. Внесен в Государственный геральдический регистр Российской Федерации под № 1545.

## Описание герба
Описание герба: в пониженно разбитом начетверо лазурью (синим, голубым) и червленью (красным) поле — золотой стоящий прямо и обернувшийся вправо лось, стоящий на черте пересечения, под ним наклонённый золотой литейный ковш с исходящими вправо тремя струями, каждая из которых завершается звездой о пяти лучах.
Описание символики: Мончегорск возник в 30-е годы XX столетия как посёлок при медно-никелевом комбинате. История города и комбината неотделимы друг от друга. За 65 лет существования Мончегорска, комбинат стал одним из крупнейших никелевых производств в мире. В гербе роль комбината отражена литейным ковшом с исходящими струями. Красный цвет поля созвучен труду металлургов, основные технологические процессы которых связаны с тепловыми реакциями, что дополняет содержание герба города, как промышленно развитого региона.
В переводе с саамского «Монче-» означает красивый, поэтому Мончегорск — дословно «красивый город». В геральдике красный цвет символизирует красоту. Синий цвет и четверочастное деление щита означают расположение города на берегах озёр Лумболка, Нюдъявр и Монче-Губа, которое соединяется проливом с озером Имандра.
Лось в гербе перекликается с фигурой скульптора Б. Воробьёва, установленной на одной из центральных площадей города — площади Пяти углов, и ставшей символом города. Лось в геральдике — символ силы, выносливости.
Золото в геральдике — символ богатства, постоянства, величия, интеллекта, великодушия.
Лазоревый цвет (синий, голубой) — символ искренности, чести, славы, преданности, истины и добродетели.
Авторская группа:идея герба: И.Н. Недорезов и С.А. Шахновская (Мончегорск);доработка герба: Константин Мочёнов (Химки);
обоснование символики: Кирилл Переходенко (Конаково);компьютерный дизайн: Галина Русанова (Москва).

## История герба
Первый герб города был утвержден городским Советом народных депутатов 26 июня 1987 года и имел следующее описание: на золотом поле изображены три клина: красный, белый и синий, над ними химические знаки меди, никеля и кобальта. В верхней части щита цвета флага РСФСР.
Авторы герба: Б. М. Поляков, В. Д. Чернопятов.
Новый герб Мончегорска был утвержден администрацией города Постановлением № 427 от 26 декабря 1995 года.
Описание герба: герб выполнен на французском геральдическом щите. Вертикально герб делится на два поля — синее слева, красное справа. В нижней части герба расположен металлургический ковш золотого цвета с тремя вытекающими из него струями металла золотого цвета, оканчивающимися звездами. Верхнюю часть герба занимает круг белого цвета, обрамленный сверху стилизованным изображением северного сияния белого цвета, частично выходящего за рамки щита, с изображением скульптуры лося золотого цвета, стоящего на постаменте.
Авторы герба — Недорезов И. Н. и Шахновская С. А.
В 2004 году Союз геральдистов России доработал герб Мончегорска (композиция герба 1995 г.) и после утверждения городскими властями и внесения в Государственный геральдический регистр Российской Федерации он стал официальным символом города.